# ぐじ

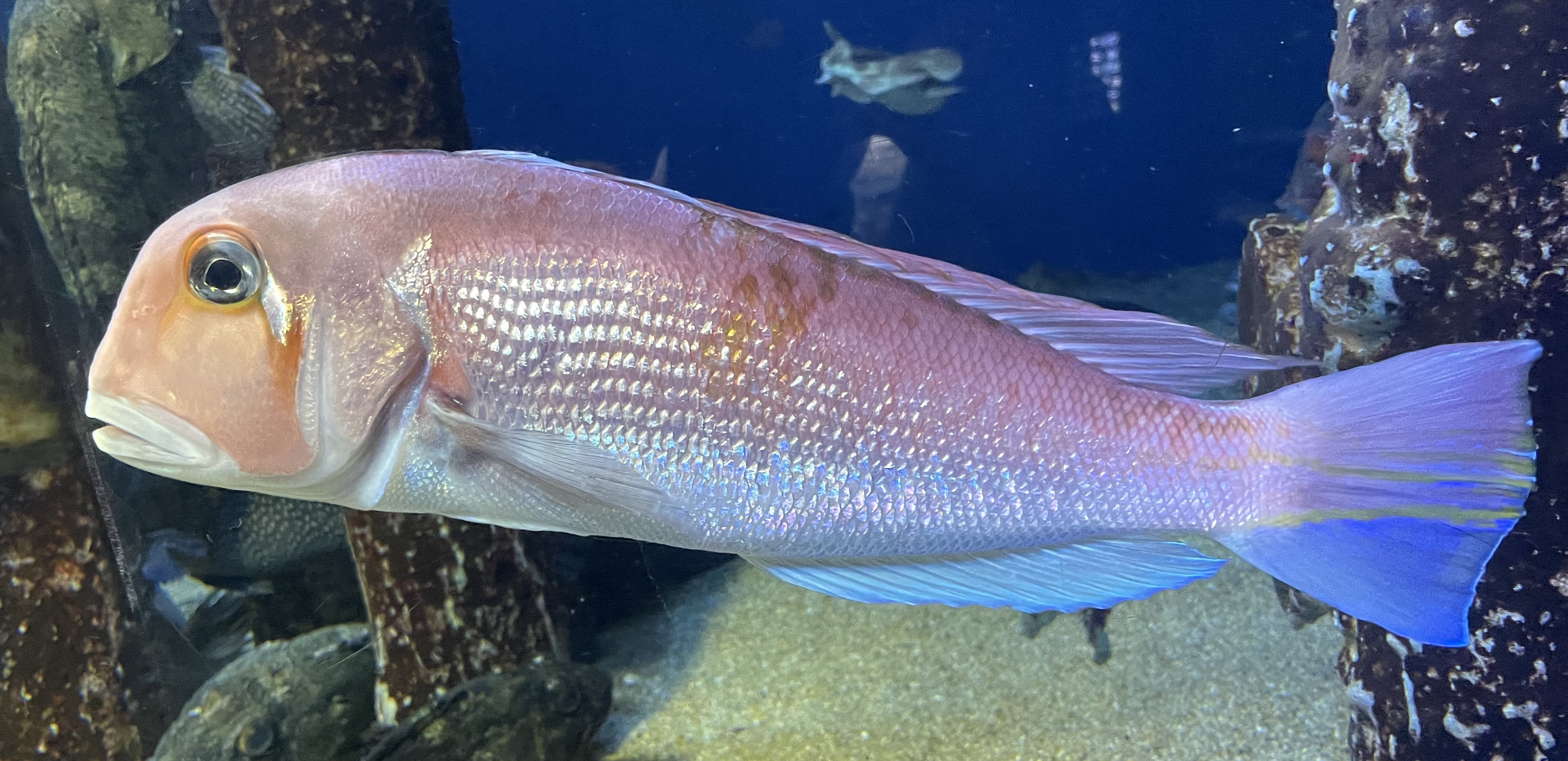
アカアマダイ

ぐじ（グジ、アマダイ、甘鯛）とは、アマダイの日本の福井県・京都府における地方名。一般には浜で水揚げされ、背開きにして洗い、塩をふって鮮度が落ちないよう処理したものを指し、京都では高級食材とされている。中世より主に福井県の若狭地方で水揚げされ、陸路にて京都まで運ばれた。食用として最も多く利用される種は、南日本から南シナ海に分布する硬骨魚綱スズキ目アマダイ科アカアマダイ （Branchiostegus japonicus） である。

## 概要
ぐじの語源は、「身が柔らかく、ぐじぐじしているから」、「釣り上げるときに、ぐじぐじ鳴くから」、屈折した頭で、屈頭（ぐず）から、ぐじに変化したなどの諸説がある。
古くから小浜市を中心とする福井県若狭地方では、海に面していない京都への海産物の供給地として、ぐじ（アマダイ）の他、浜焼き鯖や、笹かれい等が運ばれていた。特に、若狭湾で水揚げされた魚を、人が牛馬の引く荷車に乗せて夜通し山道を歩き、京都へ売りに行く行商が盛んであった。1917年から1921年にかけて、鉄道省小浜線（現在のJR小浜線）の延長により鉄道輸送に変わり、舞鶴経由で京都へ向かうようになった。
ぐじは、身が柔らかくて傷みやすいので、江戸時代から伝わる底延縄（そこはえなわ）という若狭ぐじ専用の漁法で、網や竿を使わず1本の縄をたぐるように引き寄せ、身を傷つけずに捕まえ、運搬時にも一つの器に数尾ずつ容れる。獲れた若狭ぐじは、鮮度が落ちないように冷たい塩水ですぐに〆る。面割りにして天然塩で〆る。柔らかい身をこぼれにくくするため、焼きやすいように鱗をわざと残しておく。

## 若狭ぐじ
若狭湾のぐじは、良質な餌に富み、暖流と寒流が交わる海域で育つため、身が大きく脂が乗っている。淡泊で香りも良く、京料理の最高級食材と言われる。
若狭湾において延縄漁・釣りで漁獲され、重さが500g以上、鮮度が良く、姿形が美しいものは「若狭ぐじ」と呼ばれる。若狭ぐじは釣り上げられた後、一尾ずつ専用の保冷ボックスに入れられ、厳重な温度管理の下で輸送される。港で重さや姿形、傷の有無が検品される。さらに、魚体に直接氷が触れないようウレタンシートを敷くなどの徹底した鮮度管理がなされる。
2020年11月、若狭ぐじの最上級ブランドとして「若狭ぐじ極」が誕生した。若狭ぐじの中から重さが800g以上ある身が厚いもので、船上の活〆による血抜きと、神経抜きが施されたものである。「若狭ぐじ極」には、港名と船名が入った専用ラベルと、新たに「極」タグを取り付けられる。

## 丹後ぐじ
丹後ぐじは、延縄漁業によって漁獲され、漁獲から市場に送るまでの間、共通のマニュアルに沿った徹底した品質管理が行われたブランド水産物である。2012年、公益社団法人京のふるさと産品協会が認証する「京のブランド産品」に選ばれた。

## 調理方法
刺身
身が繊細で、鮮度が落ちやすく取り扱いが難しいといわれてきたが、福井県立大学の研究のもとで県を上げて取り組んだ結果、鮮度管理マニュアルに則り、概ね水揚げ後72時間後（3日後）まで生食できるまでに鮮度が保たれることが分かっている。もう一つの方法は浜塩（一汐）のぐじで、浜でとれたてのぐじの背中を開いて、内臓をきれいに取り除き、身に塩を振りかけ、そのまま氷詰めにして京都へ送る。浜塩は、京都に来ても刺身用として利用できる。
ぐじの酒蒸し
頭などを使う。適当な大きさの切り身にし、塩をして20 - 30分くらいおき、水洗いして水気をふき取る。深めの皿に10センチくらいに切った昆布を敷き、ぐじをのせて酒大さじ1をふりかけ、蒸気のあがった蒸し器に入れ、10分ほど蒸し上げる。
京都のたん熊北店では、沸騰した湯で5秒ほど加熱した後、氷水で「霜降り」と呼ばれる状態にし、鱗を除いて美しい鹿の子模様にしたものを使う。
ぐじのかぶら蒸し
京料理。聖護院かぶをすりおろし水気を切ったものにナメコ、キクラゲなどの具、泡立てた卵白を混ぜ、蒸したぐじの上に銀杏や百合根などと盛り合わせてさらに蒸し、熱い葛あんをかけ、かき混ぜて食べる。
若狭焼き
背開きにし、鱗をつけたまま塩焼きにする。普通に焼くと鱗が立ってしまうため、熟練を要する。
ぐじの一本焼き
塩をひと振りしたあと、若狭焼き同様鱗をつけたまま塩焼きにする。ただし、背開きにせず、まるごと焼く。
ぐじの西京漬け（みそ漬け）
西京味噌に漬けこんだ切り身を網または串打ちして焼く。御節料理としても供される。
うろこ煎餅
刺身にした余りの身のついた皮と鱗を網で焼くか、油で揚げて酒肴として供する。
他に、昆布締め、蒸し物、揚げ物など。